# Under Wraps 2
Under Wraps (prt: Uma Loucura de Múmia! 2; bra: Under Wraps: Uma Múmia no Halloween 2) é um filme de terror familiar dirigido por Alex Zamm e escrito por Josh A. Cagan. Produzido pela Marvista Entertainment e a Brightlight Pictures, trata-se de uma sequela do filme de 2021 Under Wraps. Estreou a 25 de setembro de 2022 no Disney Channel. Em Portugal, estreou a 29 de outubro de 2022.
O filme é protagonizado por Malachi Barton, Christian J. Simon, Sophia Hammons, Phil Wright, Melanie Brook, Jordan Conley, Rryla McIntosh e T.J. Storm.

## Sinopse
Amy prepara-se para o casamento temático de Halloween do seu pai com o noivo Carl. Entretanto, Amy, Gilbert e Marshall descobrem que o seu amigo múmia, Harold, e a sua amada Rose podem correr perigo. Sobek, uma múmia malvada com um rancor de mil anos contra o seu melhor amigo, Harold, que se tornou um rival amargurado, acorda inesperadamente e procura vingança. Com a ajuda do seu lacaio hipnotizado, Larry, Sobek rapta Rose, e Amy, Gilbert, Marshall, Buzzy e Harold têm de usar as suas competências uma vez mais para a salvar e voltar a tempo do casamento.

## Elenco
- Malachi Barton como Marshall[5]
- Christian J. Simon como Gilbert[5]
- Sophia Hammons como Amy[5]
- Phil Wright como Harold[5]
- Melanie Brook como Buzzy[5]
- Jordan Conley como Larry[5]
- Rryla McIntosh como Rose[5]
- T.J. Storm como Sobek[5]
- Claude Knowlton como Pop[6]
- Antonio Cayonne como Carl[6]
- Adam Wylie como Bueller[5]

### Dobragem portuguesa
O elenco de dobragem é constituído por:
- Matias Passos dá voz a Marshall
- Francisco Fonseca dá voz a Gilbert
- Vânia Pereira dá voz a Amy
- Pedro Paz dá voz a Harold
- Joana Castro dá voz a Buzzy
- Tomás Garcez dá voz a Larry
- Carla Mendes dá voz a Rose
- Nuno Saraiva dá voz a Sobek
- Guilherme Macedo dá voz a Pop
- Gonçalo Lima dá voz a Carl
- Suzana Farrajota dá voz a Bueller

Dobrado nos estúdios Iyuno-SDI. Miguel Sousa, Rui Quintas, João Frizza e Luís Nascimento dão voz a personagens adicionais. Francisco Fonseca, Joana Castro, Carla Mendes, Nuno Saraiva, Pedro Paz, Suzana Farrajota, Guilherme Macedo, Gonçalo Lima também dobram personagens adicionais. Tradução de Diálogos: Edite Raposo é encarregue da tradução de diálogos. Rui de Sá tem a seu cargo a adaptação dos diálogos e a direção de dobragem. A direção criativa está encarregue a Candelas López.

## Produção

### Desenvolvimento
A 7 de fevereiro de 2022, foi anunciada pela Disney Branded Television uma sequela do filme Under Wraps intitulada de Under Wraps 2. Alex Zamm foi escolhido como diretor do filme, ficando Josh A. Cagan responsável pelo argumento da história. Todd Y. Murata e Fernando Stew foram definidos para a produção executiva do filme. O filme é produzido pela MarVista Entertainment. Adam Wylie, que interpretou Gilbert no filme original de 1997, faz uma participação especial no filme como Bueller.

### Escolha do elenco
A 1 de março de 2022, Claude Knowlton e Antonio Cayonne juntaram-se ao elenco para interpretar Pop e Carl, respectivamente.

### Filmagens
As filmagens começaram a 17 de janeiro de 2022 nos Bridge Studios. Terminaram a 3 de março de 2022.

## Música
Malachi Barton, Christian J. Simon e Sophia Hammons gravaram a música "My Kind of Monster" do filme. It was released on September 23, 2022 by Walt Disney Records.

## Lançamento
Under Wraps 2 estreou a 25 de setembro de 2022, no Disney Channel. Foi lançado a 30 de setembro de 2022, no Disney+.

## Recepção

### Resposta dos críticos
Alex Reif da LaughingPlace descreveu Under Wraps 2 como um filme divertido que retrata uma história importante que lida com amizade. Melissa Camacho do Common Sense Media deu uma classificação de quatro em cinco estrelas, elogiando a presença de mensagens positivas e modelos para tal, citando a amizade e pensamento crítico, e achou o filme bem-humorado. Elizabeth Lemieux do Screen Rant apelidou a música "My Kind of Monster" uma das "melhores músicas de Halloween" e Under Wraps 2 como um dos "melhores filmes originais de Halloween" do Disney Channel.

### Nomeações
Under Wraps 2 foi nomeado na categoria "Best Costume Design in Film Contemporary" nos CAFTCAD Awards de 2023.